# خلیج آموندسن

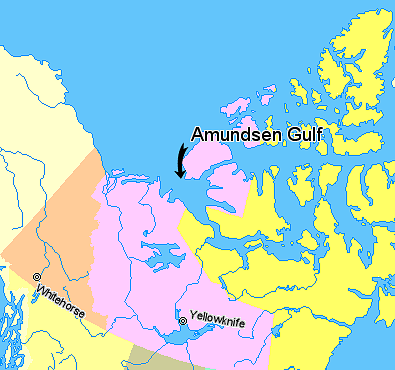
خلیج آموندسن

خلیج آموندسن (به انگلیسی: Amundsen Gulf) گستره‌ای از آب‌های جنوب شرقی دریای بوفورت در اقیانوس منجمد شمالی است که در بین نورت‌وست تریتوریز در کانادا و جزایر بنکس و ویکتوریا واقع شده‌است. روآلد آموندسن نروژی نخستین کسی بود که در طول سفر اکتشافیش در منطقه که از ۱۹۰۳ تا ۱۹۰۵ به درازا انجامید این خلیج را با کشتی پیمود و به همین‌جهت این خلیج به افتخار او نامگذاری شد.
خلیج آموندسن دارای گستره‌ای ۴۰۰ کیلومتری است و در شرق به جزیره ویکتوریا می‌رسد. جزیره بنکس نیز در شمال آن قرار دارد که توسط این خلیج از سرزمین اصلی کانادا واقع در جنوب آن جدا شده‌است.